# Объедков, Владимир Иванович
Влади́мир Ива́нович Объе́дков (1949, Аннинский район, Воронежская область) — российский политический деятель, префект Северного административного округа Москвы в ранге министра Правительства Москвы в период с 2002 по 2007 годы, Почетный строитель России, Заслуженный работник жилищно-коммунального хозяйства Российской Федерации (1995), начальник Государственной жилищной инспекции города Москвы с 31 июля 2007 года.

## Биография
Родился в 1949 году в Аннинском районе Воронежской области. После службы в рядах Советской армии закончил Всесоюзный заочный инженерно-строительный институт по специальности инженер-строитель.
С 1970 по 1987 год работал в различных областях городского хозяйства, в том числе был начальником ремонтно-строительного управления, управляющим ремстройтрестом.
В 1987 году назначен заместителем председателя исполкома Волгоградского райсовета. В 1990 году возглавил исполком Волгоградского райсовета.
С 1991 по 2000 годы Владимир Иванович работал в должности заместителя префекта Юго-Восточного административного округа Москвы.
С 2000 года по февраль 2002 года, являясь первым заместителем префекта Северного административного округа, руководил комплексом строительства и реконструкции.
С февраля 2002 года по июль 2007 года — префект Северного административного округа Москвы.
С 31 июля 2007 года постановлением Правительства Москвы от 25.07.2007 N 600-ПП назначен на должность начальника Государственной жилищной инспекции города Москвы.
С 2011 года по 2017 год работал заместителем генерального директора по взаимодействию с государственными органами ОАО МОЭК.
С 15 января 2018 года принят в Государственное казенное учреждение города Москвы «Управление дорожно-мостового строительства» на должность заместителя директора по строительству дорожно-мостовых объектов. В апреле 2021 года назначен на должность первого заместителя директора.

## Семья
Женат. Имеет двоих детей.

## Награды
- Орден Почёта (12 июля 2010 года) — за достигнутые трудовые успехи и многолетнюю добросовестную работу[2]
- Медаль ордена «За заслуги перед Отечеством» II степени (14 ноября 2022 года) — за достигнутые трудовые успехи и многолетнюю добросовестную работу[3]
- Заслуженный работник жилищно-коммунального хозяйства Российской Федерации (7 декабря 1995 года) — за заслуги в области жилищно-коммунального хозяйства и многолетний добросовестный труд[4]
- Нагрудный знак «Почетный строитель России»
- Почётная грамота Совета Министров Республики Беларусь (9 декабря 2004 года) — за большой личный вклад в укрепление и развитие экономических, научно-технических и культурных связей между Республикой Беларусь и городом Москвой Российской Федерации[5].